# 小行星68947
小行星68947（68947 Brunofunk）是一颗绕太阳运转的小行星，为主小行星带小行星。该小行星于2002年8月8日发现。
該小行星以德國業餘天文學家布魯諾·法克（Bruno Funk）命名。

## 轨道参数
小行星68947的轨道半长轴为2.7675676 UA，离心率为0.076。